# Eftychia Karagianni
Eftychia Karagianni (grekiska: Ευτυχία Καραγιάννη), född 10 oktober 1973 i Pireus, är en grekisk vattenpolospelare. Hon ingick i Greklands landslag vid olympiska sommarspelen 2004.
Karagianni tog OS-silver i damernas vattenpoloturnering i samband med de olympiska vattenpolotävlingarna 2004 i Aten. Hennes målsaldo i turneringen var fyra mål.